# Leptochloa mucronata
Leptochloa mucronata är en gräsart som först beskrevs av André Michaux, och fick sitt nu gällande namn av Carl Sigismund Kunth. Leptochloa mucronata ingår i släktet spretgräs, och familjen gräs. Inga underarter finns listade i Catalogue of Life.